# Montauban-sur-l'Ouvèze
Montauban-sur-l'Ouvèze è un comune francese di 114 abitanti situato nel dipartimento della Drôme della regione dell'Alvernia-Rodano-Alpi.

## Società

### Evoluzione demografica
Abitanti censiti